# Herpolasia
Herpolasia là một chi bướm đêm thuộc họ Zygaenidae.

## Các loài
- Herpolasia augarra Rothschild & Jordan, 1905